# Cyanotricha bellona
Cyanotricha bellona är en fjärilsart som beskrevs av Druce 1906. Cyanotricha bellona ingår i släktet Cyanotricha och familjen tandspinnare. Inga underarter finns listade i Catalogue of Life.